# Neobetulaphis hebeiensis
Neobetulaphis hebeiensis är en insektsart. Neobetulaphis hebeiensis ingår i släktet Neobetulaphis och familjen långrörsbladlöss. Inga underarter finns listade i Catalogue of Life.